# Kołaki Kościelne (gmina)
Kołaki Kościelne (do 1925 gmina Kosaki-Rutki, 1925-54 gmina Kołaki) – gmina wiejska w województwie podlaskim, w powiecie zambrowskim. W latach 1975–1998 gmina położona była w województwie łomżyńskim.
Siedziba gminy to Kołaki Kościelne.
Według danych z 30 czerwca 2004 gminę zamieszkiwało 2436 osób.

## Struktura powierzchni
Według danych z roku 2002 gmina Kołaki Kościelne ma obszar 73,76 km², w tym:
- użytki rolne: 67%
- użytki leśne: 26%

Gmina stanowi 10,06% powierzchni powiatu.

## Demografia

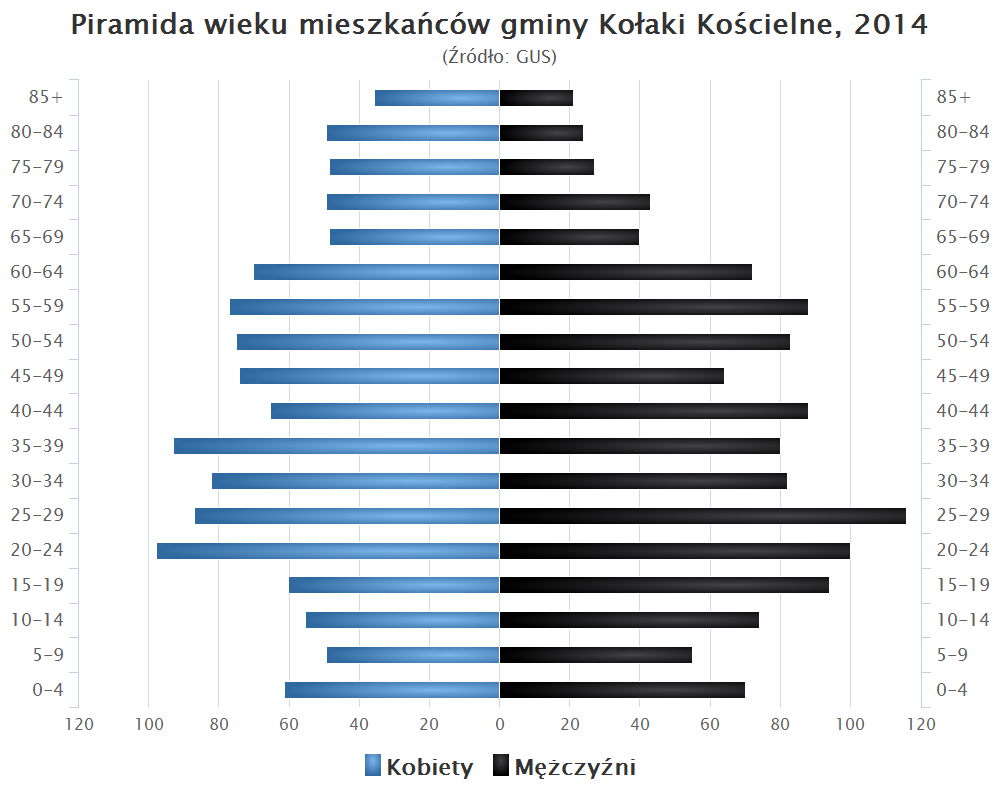
Piramida wieku mieszkańców gminy Kołaki Kościelne w 2014 roku

Dane z 30 czerwca 2004:
| Opis                              | Ogółem | Ogółem | Kobiety | Kobiety | Mężczyźni | Mężczyźni |
| --------------------------------- | ------ | ------ | ------- | ------- | --------- | --------- |
| jednostka                         | osób   | %      | osób    | %       | osób      | %         |
| populacja                         | 2436   | 100    | 1177    | 48,3    | 1259      | 51,7      |
| gęstość zaludnienia (mieszk./km²) | 33     | 33     | 16      | 16      | 17,1      | 17,1      |

## Sołectwa
Cholewy-Kołomyja, Czachy-Kołaki, Czarnowo-Dąb, Czarnowo-Undy, Czosaki-Dąb, Ćwikły-Krajewo, Ćwikły-Rupie, Głodowo-Dąb, Gosie Duże, Gosie Małe, Gunie-Ostrów, Kołaki Kościelne, Kossaki Borowe, Krusze-Łubnice, Łętowo-Dąb, Łubnice-Krusze, Podłatki Duże, Podłatki Małe, Rębiszewo-Zegadły, Sanie-Dąb, Szczodruchy, Wiśniówek-Wertyce, Wróble-Arciszewo, Zanie-Leśnica.

## Sąsiednie gminy
Kulesze Kościelne, Rutki, Wysokie Mazowieckie, Zambrów